# Alex Austin
Alex Austin (Long Beach, 22 maggio 2001) è un giocatore di football americano statunitense che milita nel ruolo di cornerback per i New England Patriots della National Football League (NFL).

## Carriera

### Buffalo Bills
Austin fu scelto dai Buffalo Bills nel corso del settimo giro (252º assoluto) del Draft NFL 2023. Fu svincolato il 29 agosto 2023.

### Houston Texans
Il 30 agosto 2023 Austin firmò con gli Houston Texans. Fu svincolato il 14 ottobre dopo di che rifirmò con la squadra di allenamento. Fu svincolato definitivamente il 1º novembre.

### New England Patriots
Il 2 novembre 2023 Austin firmò con i New England Patriots. La sua prima stagione si chiuse con otto presenze (tre con Houston e cinque con New England), con 9 tackle, un intercetto e 2 passaggi deviati.